# Université du Québec à Montréal
De Université du Québec à Montréal (UQAM) is een vestiging van de Université du Québec in de Canadese stad Montréal. De Université du Québec heeft acht andere vestigingen. De hoofdvestiging is in de stad Québec. De UQAM is een openbare en niet-confessionele universiteit.
De UQAM is gevestigd in het Franstalige deel van het centrum van Montréal. De centrale campus, geopend in 1979, bevindt zich aan de kruising van de rue Sainte-Catherine en rue Berri, en is ondergronds verbonden met het metrostation Berri-UQAM. Een tweede campus bevindt zich iets westelijker, nabij metrostation Place-des-Arts.
De UQAM werd opgericht op 9 april 1969 door de regering van Québec, deels door een fusie van een aantal kleinere onderwijsinstellingen zoals de École des beaux-arts de Montréal. Het onderwijs wordt in principe in het Frans gegeven. Eind 2008 telde de UQAM ruim 39 duizend studenten en 2759 docenten.
Sinds 2006 bevindt de UQAM zich in grote financiële problemen door de mislukking van een ambitieus nieuwbouwproject dat ook een parkeergarage en een busstation behelsde.